# Bibliotekarien (målning)
Bibliotekarien är en målning i Skoklosters slotts samling utförd omkring 1566 av den manieristiske italienske konstnären Giuseppe Arcimboldo.

## Innehåll och historik
Målningen är troligen ett porträtt av Wolfgang Lazius (1514–1565), en lärd man i tjänst hos den tysk-romerske kejsaren Ferdinand I. Lazius var kejsardömets officiella historiker och skötte bland annat det kejserliga biblioteket och konstsamlingen.
Giuseppe Arcimboldo var sedan 1562 hovporträttör i Prag och porträtterade Ferdinand I och flera framstående personer vid dennes hov under 1560-talet. Till samma serie som Bibliotekarien räknas Juristen och Kocken som är utförda i samma stil och med samma komposition.
Under slutskedet av trettioåriga krigets sista dagar den 16 juli 1648 gjorde den svenska armén under befäl av Hans Christoff Königsmarck ett överraskande angrepp på Prag och erövrade Lillsidan med bland annat slottet. Svenskarna plundrade staden och skaffade ett stort krigsbyte. Arcimboldos målning Bibliotekarien ingick i detta. Efter stormningen förde svenskarna de stora konstsamlingarna till Stockholm, och troligen är det på detta sätt som flera av Arcimboldos verk kommit till Sverige. Mycket tillföll drottning Kristina, som dock skänkte bort en hel del.
Målningens titel omnämns första gången som Bibliotekarien, på svenska, i ett inventarium från tidigt 1900-tal. 
2014 genomgick målningen en omfattande konservering.

## Bildgalleri

### Målningens konservering dokumenterad

Bibliotekarien före konservering
Baksidan av Bibliotekarien
Bibliotekarien i UV-ljus
Bibliotekarien genomlyst
Bibliotekarien genomlyst med originalbild
Bibliotekarien grovkittad för konservering
Bibliotekarien med putsad kittning
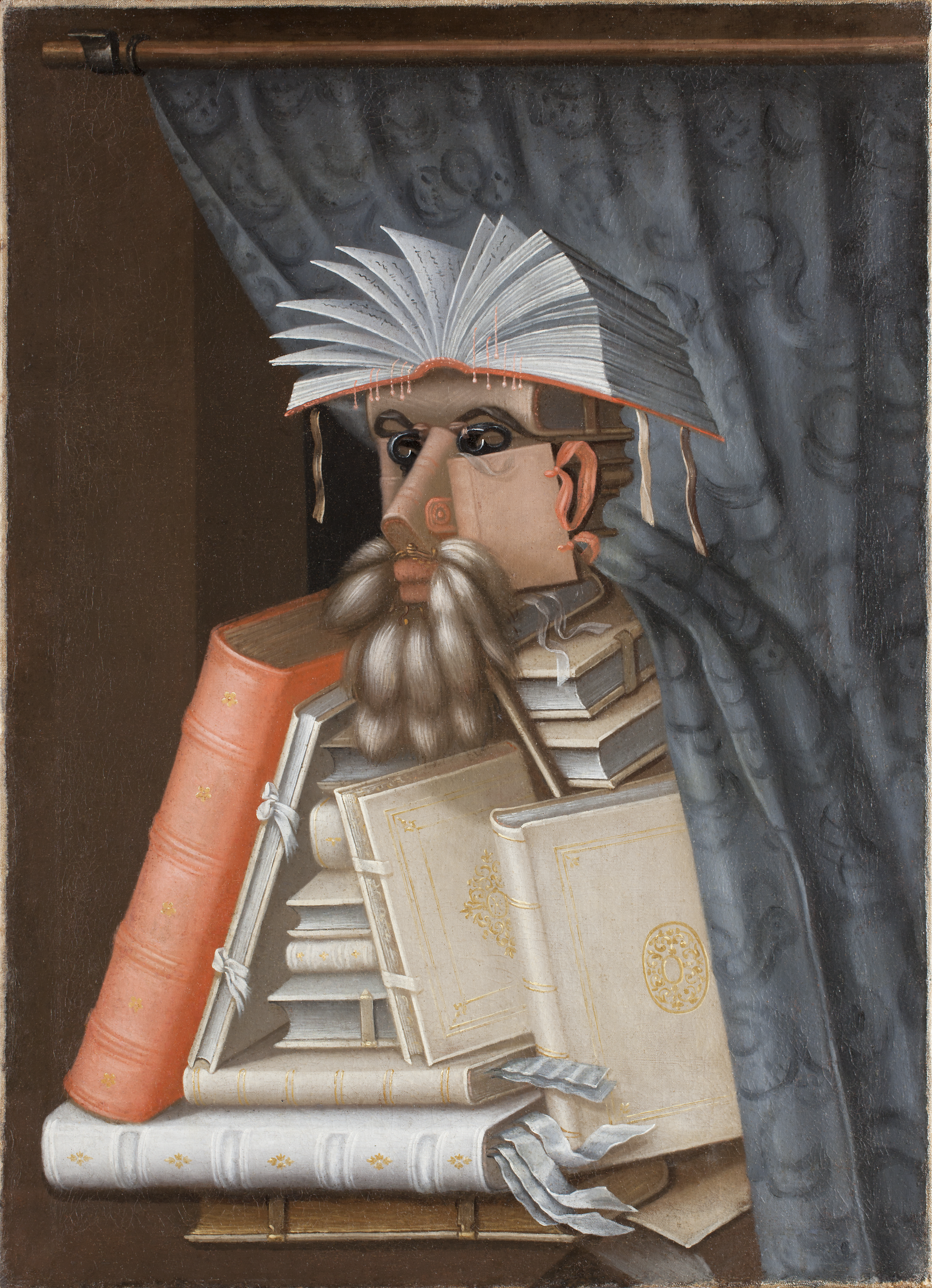
Bibliotekarien konserverad

### Andra målningar i samma serie

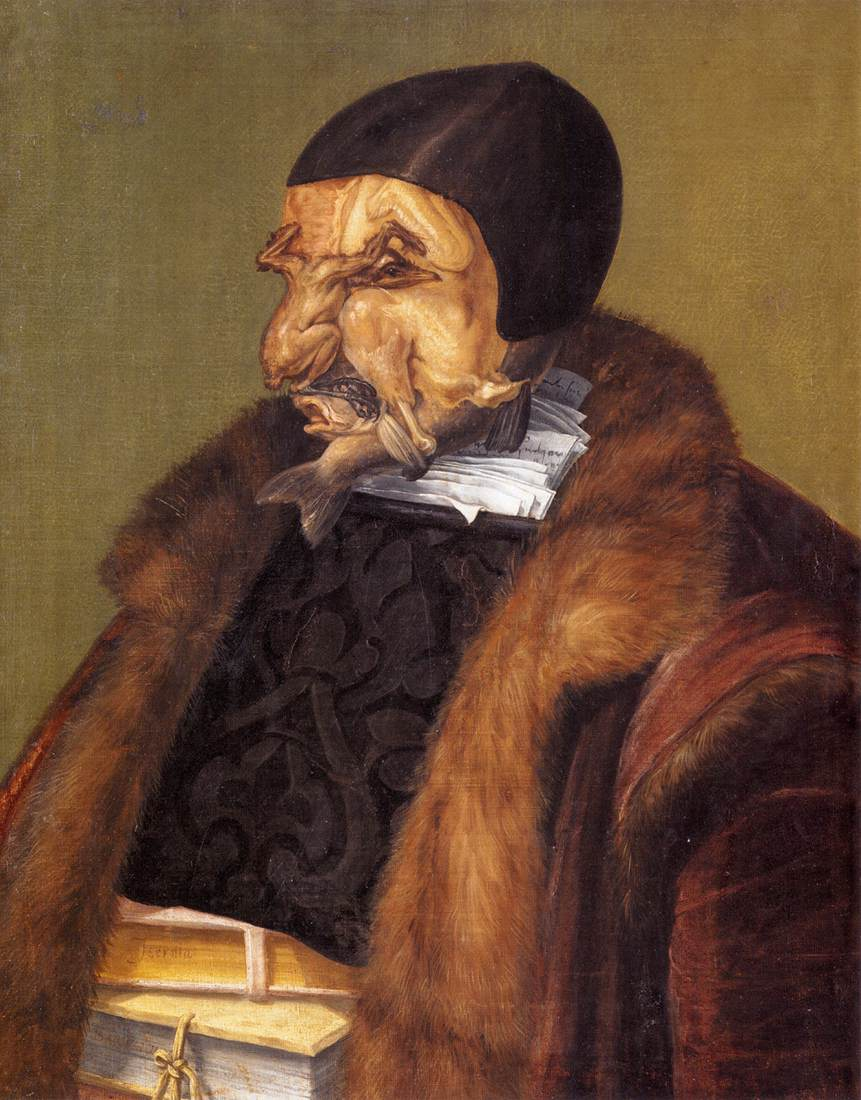
Juristen, 1566, Nationalmuseum, Stockholm.
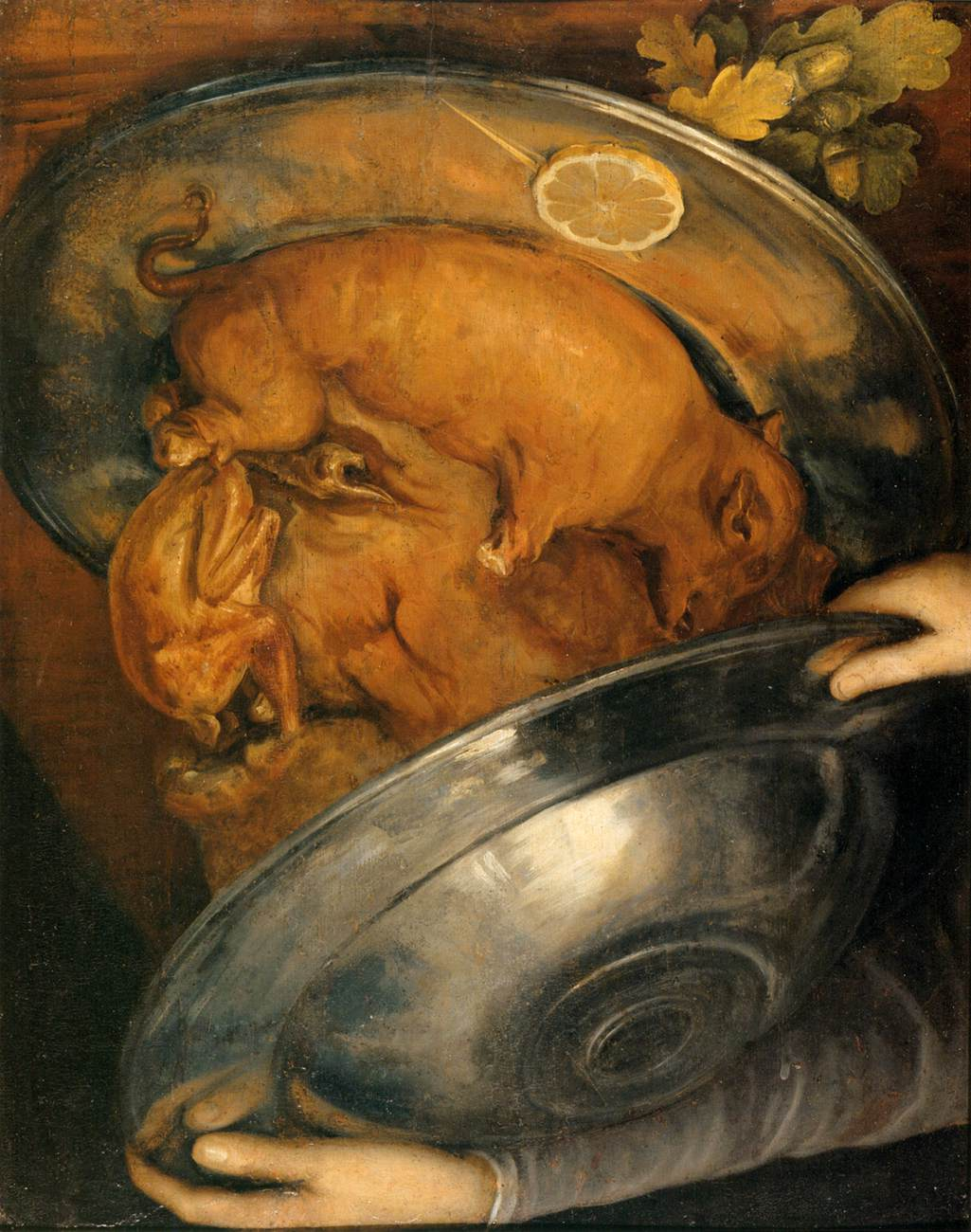
Kocken, omkring 1570, Nationalmuseum, Stockholm.